# 山東快書
山東快書是中國說唱曲藝的一種，發源自山東省魯中南和魯西南地區。山東快書唱詞基本上是七字句的韻文，穿插過口白、夾白或者較長的說白。風格生動、表情誇張、節奏快，通常用來講述英雄人物除暴安良的故事。
山東快書用省内西部常用的方言冀鲁官话表演。擊節道具并非中国传统的竹制或骨制拍板，而是兩塊半圓形鐵板或铜板，称作「月牙板」，或是“鸳鸯板”。月牙板声音清脆明亮，山东快书也因此又叫「鐵板快書」。

## 起源
山東快書起源大致有三種說法。
1. 清朝咸豐年間，山東濟寧藝人趙大桅改編了當時著名山東大鼓藝人何老鳳的「捽韁腔」，之後又用梨花大鼓做擊節樂器，形成了山東快書前身「武老二」。
2. 明朝萬曆年间,山東臨清一落魄武举刘茂基,他將《水浒传》中的故事编成唱词,敲著瓦片,用當地合轍押韻的方言在集會上演唱。
3. 在1957年6月山東省曲目工作會議中,多位快書藝人認爲藝人傅漢章將山東大鼓板式中的“二行板”緊縮節奏去掉拖腔，並以梨花片加上大竹板伴奏,把武松故事編成唱詞。道光九年，傅漢章首先用快書在曲阜林門會上進行演唱。

## 内容演變
山東快書最多用來講武松的故事，所以又有人把它叫做「說武老二」。但也有《大實話》、《柿子筐》等輕鬆逗趣的曲子。抗戰爆發之後出現《打田柳莊》、《十里堡戰鬥》等宣傳抗戰的曲目。後來的諸如高元鈞、楊立德等山東快書藝人爲了發展山東快書，進行諸如摒弃“荤口”的革新，他們的演唱被聽衆稱為“清口”、“靜口”。抗美援朝時期高元鈞等藝人參與支前志願軍並發展出諸如《三只鸡》、《抓俘虜》等曲目，到二十世紀五十年代，山東快書發展成爲影響遍佈全國的大麯種。文革到改革開放之後以及普通話的普及，山東快書發展不如從前。
2006年5月20日,山東快書被國務院选入第一批國家级非物質遺產名錄。

### 引用
李闽惠. . 大衆文藝. 2016, (14).

## 外部連結
- 快書

1. ↑  郭學東. . 中國音樂家音像出版社. 2004.
2. ↑  中華人民共和國國務院. . 中國政府網.   [2023-12-15]. （原始内容存档于2023-12-15）.